# ジャン＝アントワーヌ・アンジャルベール
ジャン＝アントワーヌ・アンジャルベール（Jean-Antoine Injalbert、1845年2月23日 - 1933年1月20日 ）はフランスの彫刻家である。

## 略歴
フランス南部、エロー県のベジエの石工の息子に生まれた。パリ国立高等美術学校に入学し、オーギュスタン・アレクサンドル・デュモン(Augustin-Alexandre Dumont)に学んだ。1874年にはローマ賞を受賞した。
19世紀末から20世紀前半の人気のあるフランス彫刻家の一人になった。1878年のパリ万国博覧会に出展し、1889年のパリ万国博覧会では金賞を受賞した。1900年のパリ万国博覧会では審査員を務めた。1889年にフランス革命百周年の際にアンジャルベールによって制作されたフランス共和国を象徴する女性像、マリアンヌの胸像は人気になり、その複製が多くの市民ホールや学校に飾られた。アンジャルベールの彫像4体が橋脚を飾っているミラボー橋の完成が近い1896年に、レジオンドヌール勲章（オフィシエ）を受勲した。1905年にフランス学士院の会員に選ばれ、1910年にレジオンドヌール勲章（コマンドゥール）を受勲した。
1915年頃から、アカデミー・コラロッシ、パリ国立高等美術学校、グランド・ショミエール芸術学校で教えはじめ、アンジャルベールに学んだ学生にはアントゥン・アウグスティンチッチ(Antun Augustinčić)やフランチシェク・ビーレク(František Bílek)らがいる。

## 作品

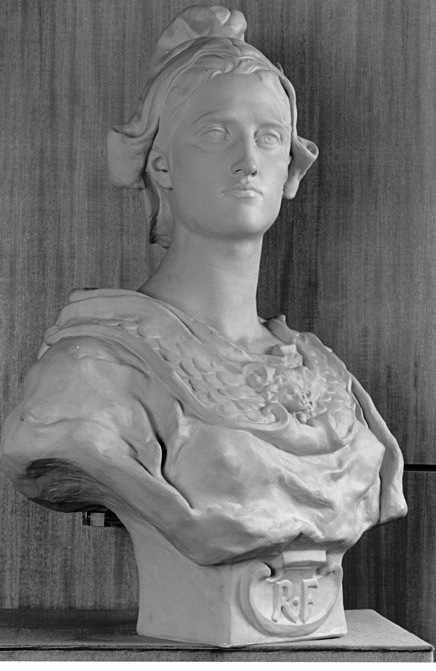
マリアンヌ（フランス共和国を象徴する女性像）
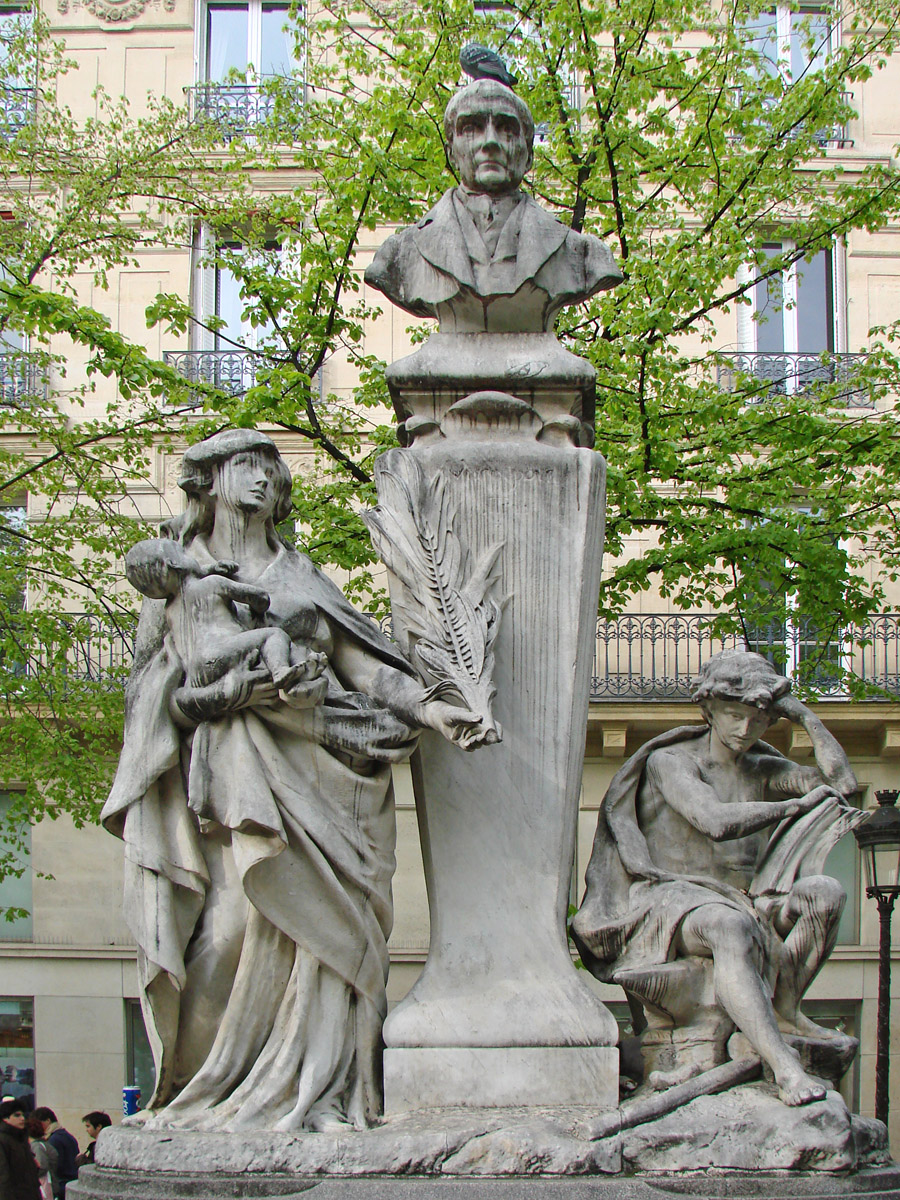
ソルボンヌ大学のオーギュスト・コントの記念碑
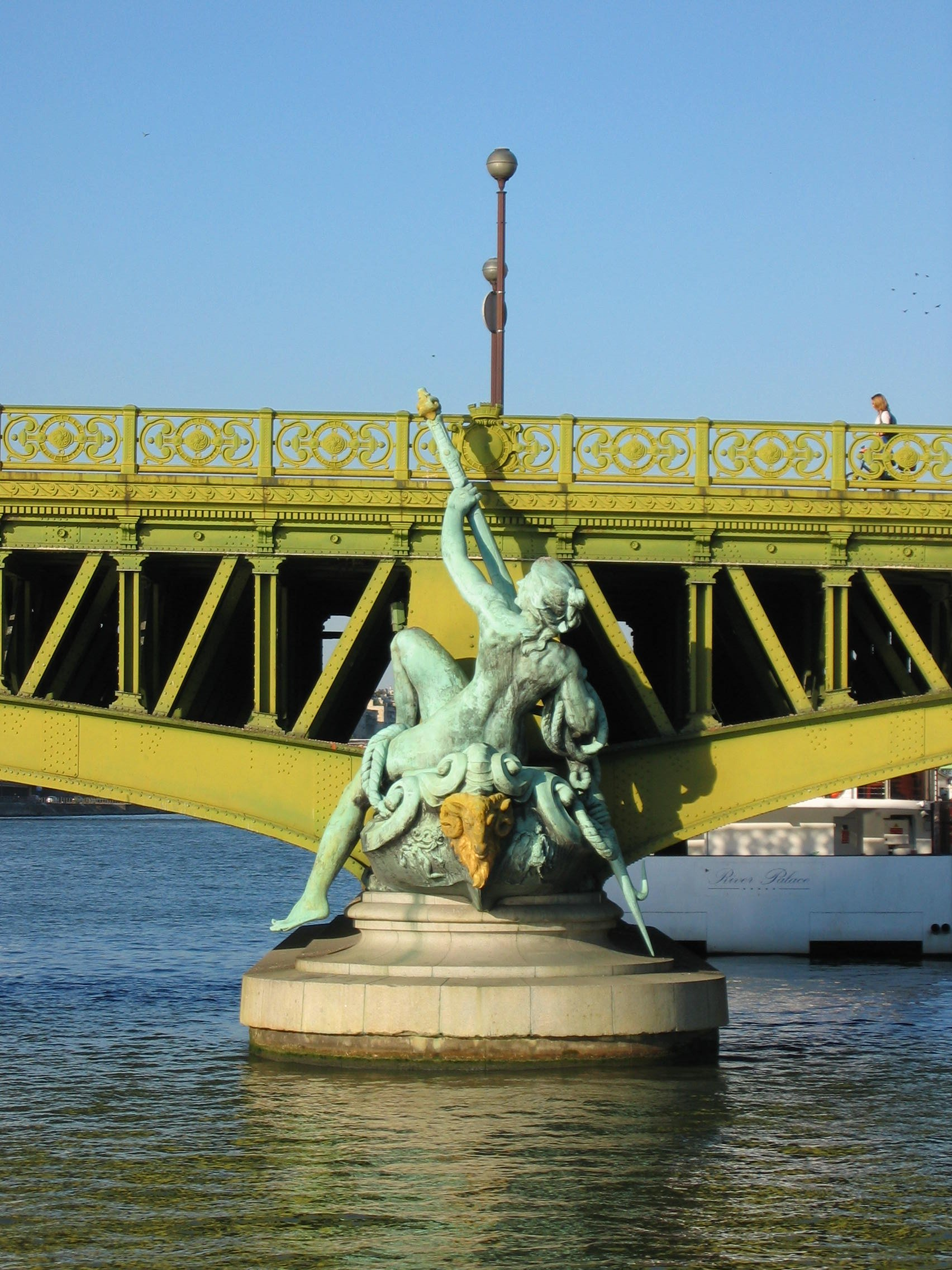
ミラボー橋の橋脚の彫像
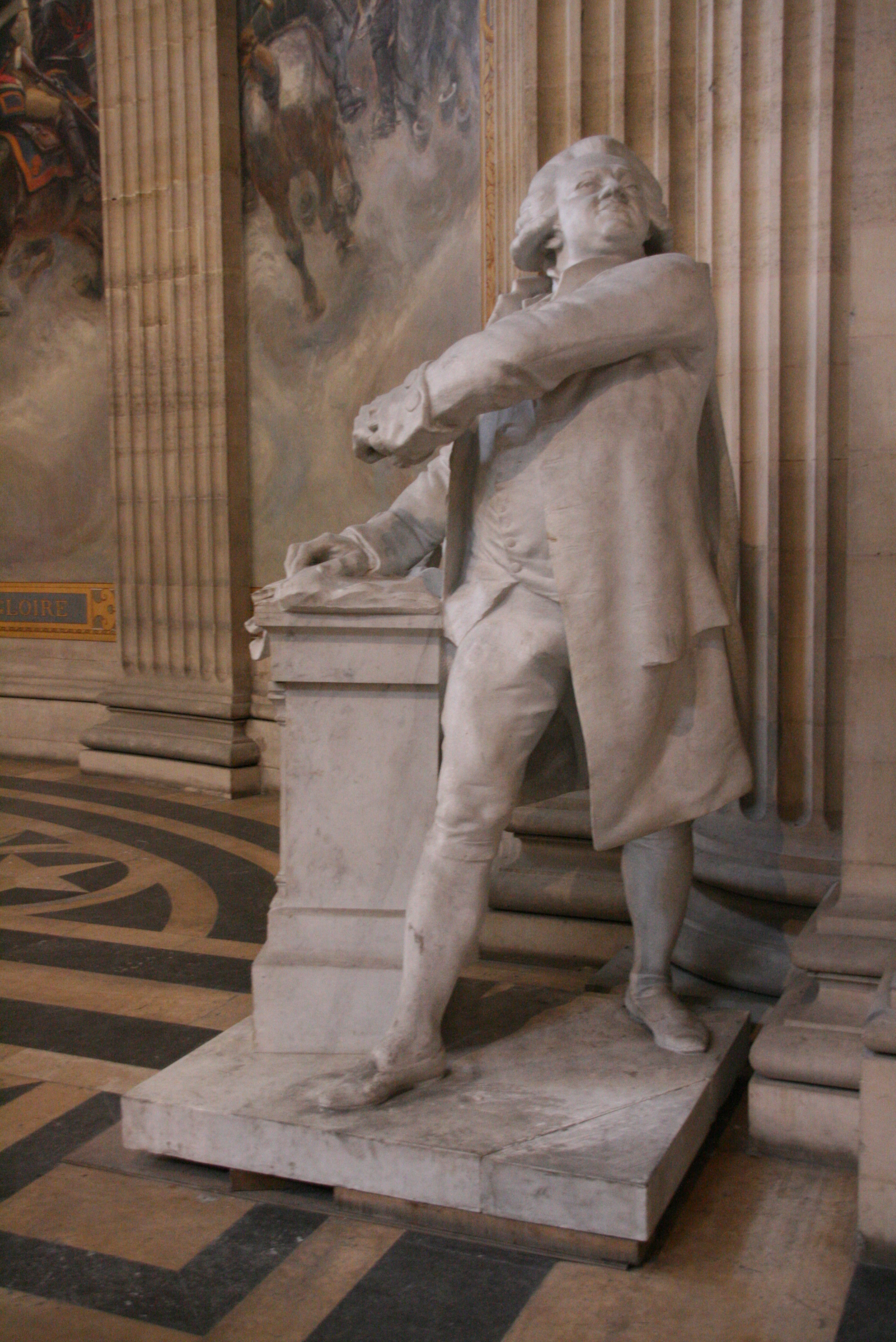
オノーレ・ミラボー